# Nguyễn Tử Thành
Nguyễn Tử Thành (chữ Hán: 阮子成, ? - ?), hiệu: Tùng Hiên; là nhà thơ Việt Nam đời Trần.
Thân thế và sự nghiệp của ông đều chưa rõ, chỉ còn 11 bài thơ chữ Hán chép trong Toàn Việt thi lục. Trích giới thiệu hai bài:
| Phiên âm Hán-Việt: Thu nhật ngẫu thành Thiên thôn mộc diệp tận hoàng lạc, Độc lập tây phong phất mấn ti. Tuế nguyệt đường đường lưu bất đắc, Tạc phi kim thị chỉ tâm tri. Dịch nghĩa: Ngẫu hứng ngày thu Lá cây ở ngàn thôn đều vàng rụng hết, Đứng một mình, ngọn gió tây thổi bay mái tóc. Năm tháng lừng lững trôi đi, không giữ được, Trước sai, nay đúng, chỉ lòng mình biết. | Phiên âm Hán-Việt: Cố viên Tây phong nhiễm nhiễm mấn biên hoa, Bạc hoạn lưu nhân, khổ ức gia. Quy tứ chính sầu, thu chính hảo, Nhất đoàn hàn lộ vị khai hoa. Dịch nghĩa: Vườn cũ nơi quê nhà Gió tây lay động hoa bên mái tóc, Chức quan bạc bẽo giữ người ta lại, khổ nỗi nhớ nhà. Ý muốn về đang day dứt, mùa thu đang đẹp, Một chòm móc lạnh trên nụ hoa chưa nở. |